# Adelsheim
Adelsheim [ˈaːdl̩shaɪm] ⓘ (lokal auch Alleze [ˈalətsə]) ist eine Kleinstadt im Neckar-Odenwald-Kreis im nördlichen Baden-Württemberg. Sie liegt an der Mündung der Kirnau in die Seckach und im Einzugsbereich der Metropolregion Rhein-Neckar. Der Ort wurde erstmals im Jahr 779 urkundlich erwähnt und ist staatlich anerkannter Erholungsort.

## Geographie

### Lage
Adelsheim liegt an der Mündung der von Osten kommenden Kirnau in die von Norden fließende Seckach. Der Zusammenfluss wurde beim Bau einer Stadtbefestigung genutzt. Die Seckach fließt flussabwärts bei Möckmühl in die Jagst.
Großräumig gehört das Gebiet um Adelsheim zum Bauland, einem Höhenzug, der vom Odenwald im Nordwesten zum Jagsttal im Süden und zum Taubertal im Osten überleitet. Das Gemeindegebiet liegt im Naturpark Neckartal-Odenwald und im Geo-Naturpark Bergstraße-Odenwald.
Umgeben wird Adelsheim von den Nachbargemeinden Osterburken im Norden, Ravenstein im Nordosten, Schöntal und Widdern im Südosten, Möckmühl im Süden, Roigheim im Südwesten, Schefflenz im Westen sowie Seckach im Nordwesten.

### Stadtgliederung
Die Stadt Adelsheim besteht aus den drei Stadtteilen Adelsheim, Leibenstadt und Sennfeld.
Zum Stadtteil Adelsheim gehören neben der Kernstadt die Weiler Hergenstadt und Wemmershof sowie die Höfe Dambergerhof und Seehof. Leibenstadt umfasst ausschließlich das gleichnamige Dorf. Der Stadtteil Sennfeld umfasst das Dorf Sennfeld, den Ort Roßbrunnerhof und den Wohnplatz Talmühle.
Die Kernstadt liegt in einem Talkessel, der durch die Seckach und die von Osten einmündende Kirnau geformt wird. Sie entwickelte sich aus mehreren historischen Vierteln: dem Bereich um die evangelische Stadtkirche mit den beiden Schlossgebäuden, der Seestadt unterhalb des Rathauses sowie aus der Vorstadt bei der gotischen Jakobskirche. Hauptachse im innerstädtischen Straßennetz ist die Marktstraße. Der Siedlungsaufbau folgt zunächst dem Verlauf der Täler. In der Nachkriegszeit kam es zur Ansiedlung von Heimatvertriebenen, wodurch sich die Bebauung verdichtete. Eine gezielte Erweiterung auf die dazwischenliegenden Hochflächen erfolgte vor allem in den 1970er bis 1990er Jahren. In der Stadtmitte fließt die Kirnau über einen kleinen Wasserfall.

## Geschichte

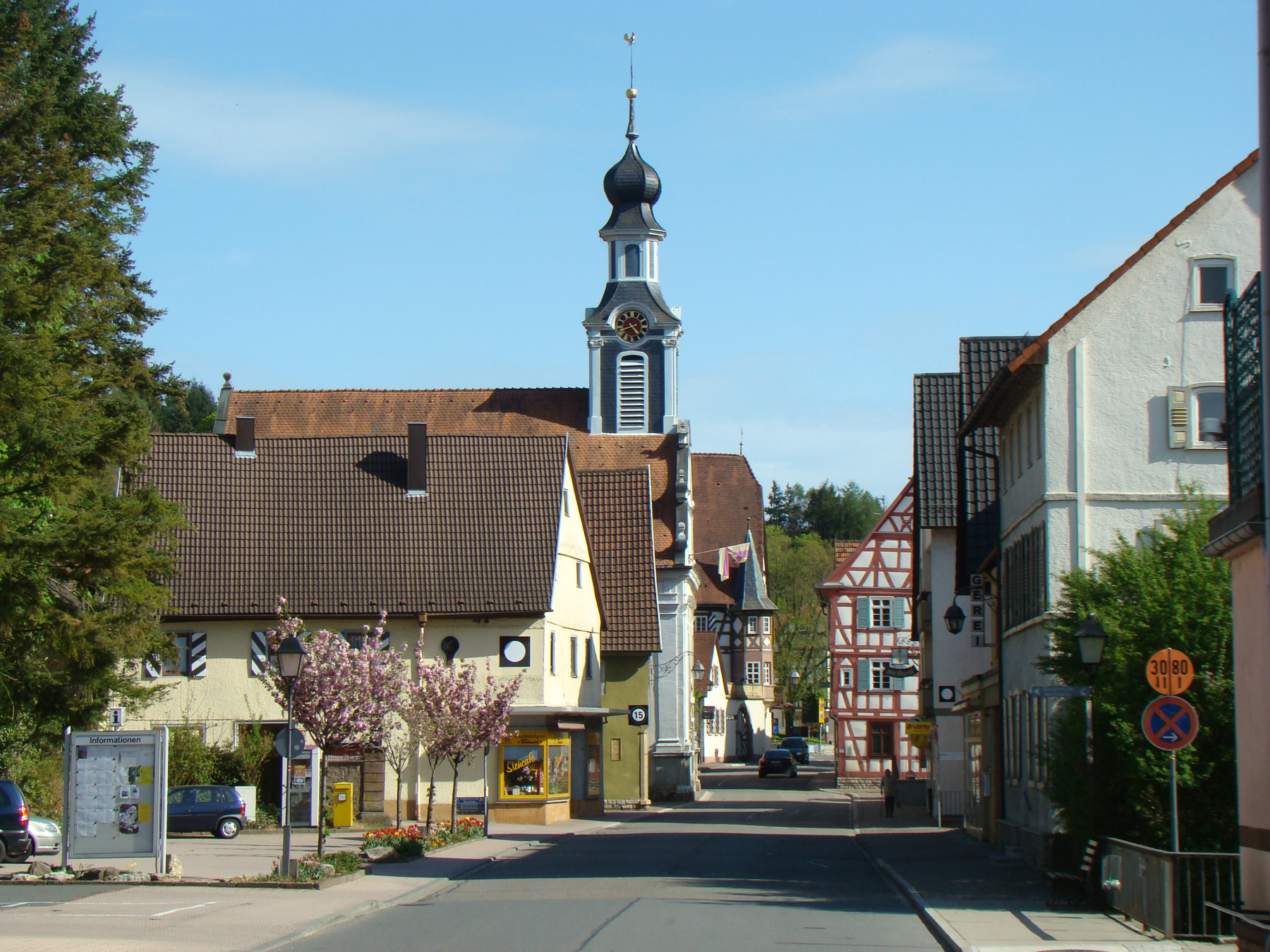
Blick durch die Marktstraße in Adelsheim

Der Ort, der bereits 779 unter dem Namen Adaloltesheim erstmals in einer Schenkung an das Kloster Fulda urkundlich erwähnt worden war, gelangte nach mehrfachem Besitzwechsel Mitte des 13. Jahrhunderts in den Herrschaftsbereich der Herren von Dürn. Um diese Zeit trat auch ein Ortsadel auf, die Herren von Adelsheim, deren Veste 1338 erwähnt wurde. Sie umgaben den Ort mit einer Wehrmauer, die eine Voraussetzung für das Stadtrecht war. 1374 verlieh Kaiser Karl IV. den Herren von Adelsheim „durch treuer Dienste willen um das Reich“ die Stadtrechte für ihre Residenz und damit das Recht zur Befestigung des Ortes mit Stadtmauer und Türmen. Etwa von 1400 an war Adelsheim Vorort des fränkischen Ritterkantons Odenwald. Die Herren von Adelsheim ließen ihre Burg in ein Wasserschloss zwischen Kirnau und Seckach umbauen.
In den Hexenverfolgungen von 1593 bis 1595 sind acht Verfahren wegen Hexerei und Zauberei belegt. Sechs Menschen aus Adelsheim wurden in den Hexenprozessen hingerichtet.
Im Dreißigjährigen Krieg hatte Adelsheim vielfach unter Belagerungen, Durchzügen und Einquartierungen zu leiden. 1634 waren die Bewohner drei Wochen lang aus der Stadt in die umliegenden Wälder geflüchtet. Im Zuge des Krieges forderten Seuchen und Hungersnöte zahlreiche weitere Opfer. Auch von späteren Kriegen wurde Adelsheim nicht verschont: 1683 kämpfte ein Adelsheimer Fähnlein beim Entsatz von Wien in der Schlacht am Kahlenberg gegen die Türken, 1814/15 war Adelsheim während der Napoleonischen Kriege aufgrund seiner Lage an der alten Sachsenstraße (Leipzig–Speyer) Etappenplatz der russischen Armee.
Am 3. Dezember 1858 zählte die Badische Volkszählung 1341 Einwohner, davon 1228 Evangelische, 64 Katholiken und 49 „Israeliten“. Das Plus seit 1855 betrug damit 11 Einwohner.
Adelsheim gehörte nie zu den großen Kirchen- oder weltlichen Fürstentümern der Umgebung, sondern war bis zum Reichsdeputationshauptschluss 1803 im Besitz der Reichsritter. Anschließend kam es zum Großherzogtum Baden, wo es 1828 Sitz eines Bezirksamtes für das Gebiet des südlichen Baulandes wurde. Der Oberamtmann und das Amt waren für 34 Gemeinden, Höfe und Weiler mit rund 14.000 Einwohnern zuständig. 1936 wurde der Bezirk aufgehoben und dem Bezirksamt Buchen zugeschlagen, aus dem 1938 der Landkreis Buchen wurde.
Vorläufer des Volksfestes waren die Heimattage 1948. Anlass zum zweiten Adelsheimer Volksfest im Jahr 1949 war die Brückeneinweihungsfeier der 1945 zerstörten Kirnaubrücke. Am 11. November 1948 eröffnete die Kreislandwirtschaftschule Adelsheim unter der Leitung von Leopold Wiswesser ihre Pforten. Auch in den Folgejahren definierte sich Adelsheimer Geschichte weitgehend über ihre Schulen: Die Volksschule zog 1958 auf den Eckenberg. Dort entstand einige Jahre später auch das Gymnasium mit Internat. Nach der Auflösung des Landkreises Buchen kam Adelsheim 1973 zum neugebildeten Neckar-Odenwald-Kreis.
Im Rahmen der Gebietsreform in Baden-Württemberg wurde am 1. November 1971 Leibenstadt nach Adelsheim eingemeindet. Die heutige Stadt wurde am 1. Januar 1975 durch die Vereinigung von Adelsheim mit der Gemeinde Sennfeld gebildet.

## Religionen

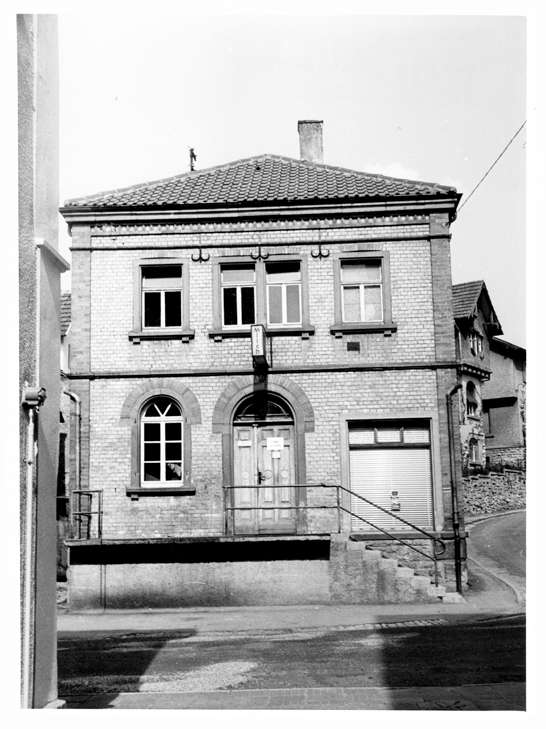
Ehemalige Synagoge

Die Jüdische Gemeinde Adelsheim geht auf das 14. Jahrhundert zurück. Die Entstehung einer eigentlichen Gemeinde wird für das 17. Jahrhundert angenommen. Die höchste Zahl jüdischer Einwohner wurde um 1885 mit 70 Personen erreicht.
Nach einer Bestimmung von 1690 hatte die damalige jüdische Gemeinde an die Freiherren jährlich vier Gulden für die Erlaubnis zu bezahlen, am Schabbes „Schule“, das heißt Gottesdienste, halten zu dürfen. Der damalige Betsaal soll im zweiten Stock des von Melchior Keller 1418 in der Torgasse erbauten Hauses eingerichtet gewesen sein. Dieses wurde 1952 abgebrochen. Später gab es einen Betsaal in einem gleichfalls nicht mehr bestehenden Gebäude im Hof des Oberschlosses. Von der Mitte des 19. Jahrhunderts bis 1889 bestand eine Synagoge. Eine Mikwe (rituelles Tauchbad) und ein Cheder (jüdische Schule) waren im 19. Jahrhundert im Gebäude der alten Synagoge untergebracht, ab 1889 in der neuen Synagoge. Beim Abbruch dieser neuen Synagoge 1977 wurde die Mikwe wiederentdeckt. Bestattungen wurden auf dem jüdischen Friedhof Bödigheim und nach 1884 auf dem jüdischen Friedhof Sennfeld durchgeführt. Nach der Wagner-Bürckel-Aktion in der Zeit des Nationalsozialismus kamen von den 35 Juden, die 1933 hier wohnhaft gewesen waren, mindestens zehn ums Leben.
Infolge der Reformation wurde die überwiegend katholische Bevölkerung evangelisch. Bis 2000 war Adelsheim Sitz eines Dekanats (Kirchenbezirk) der Badischen Landeskirche mit einer lokalen Patronatsverfassung. Im Zuge der Dekanatsreform zog das Dekanat nach Hirschlanden (Ortsteil von Rosenberg) um.
Katholiken bildeten bis 1930 eine weitere Minderheit. Nach 1945 kam es durch die Flüchtlingsaufnahme zu einem ungefähren Gleichgewicht der beiden christlichen Konfessionen. 1960 entstand neben der historischen St. Jakobs-Kirche ein modernes katholisches Kirchengebäude, die St.-Marien-Kirche. Beide Konfessionen unterhalten Kindergärten.

## Politik

### Gemeinderat
Der Gemeinderat hat normalerweise 15 ehrenamtliche Mitglieder, die für fünf Jahre gewählt werden. Die Gemeinderäte führen die Bezeichnung Stadtrat. Häufig erhöht sich die Zahl der Mitglieder durch Ausgleichssitze (gesamt 2019: 16 Sitze; 2014: 19). Hinzu kommt der Bürgermeister als stimmberechtigter Gemeinderatsvorsitzender.
Dabei garantiert die Unechte Teilortswahl den Ortsteilen eine festgelegte Anzahl von Sitzen: Aus Adelsheim kommen mindestens neun, aus Sennfeld mindestens vier, aus Leibenstadt mindestens zwei Gemeinderäte.
Die Kommunalwahl 2019, bei der die SPD die größten Verluste erlitt, führte zu folgendem Ergebnis (in Klammern: Unterschied zu 2014):
| Gemeinderat 2019               | Gemeinderat 2019 | Gemeinderat 2019 |
| Partei / Liste                 | Stimmenanteil    | Sitze            |
| ------------------------------ | ---------------- | ---------------- |
| CDU                            | 36,7 % (−0,2)    | 6 (−1)           |
| SPD                            | 25,3 % (−3,6)    | 4 (−1)           |
| FW                             | 22,8 % (+1,7)    | 4 (±0)           |
| Bürgerliste                    | 15,3 % (+2,2)    | 2 (−1)           |
| Wahlbeteiligung: 58,5 % (+7,9) |                  |                  |

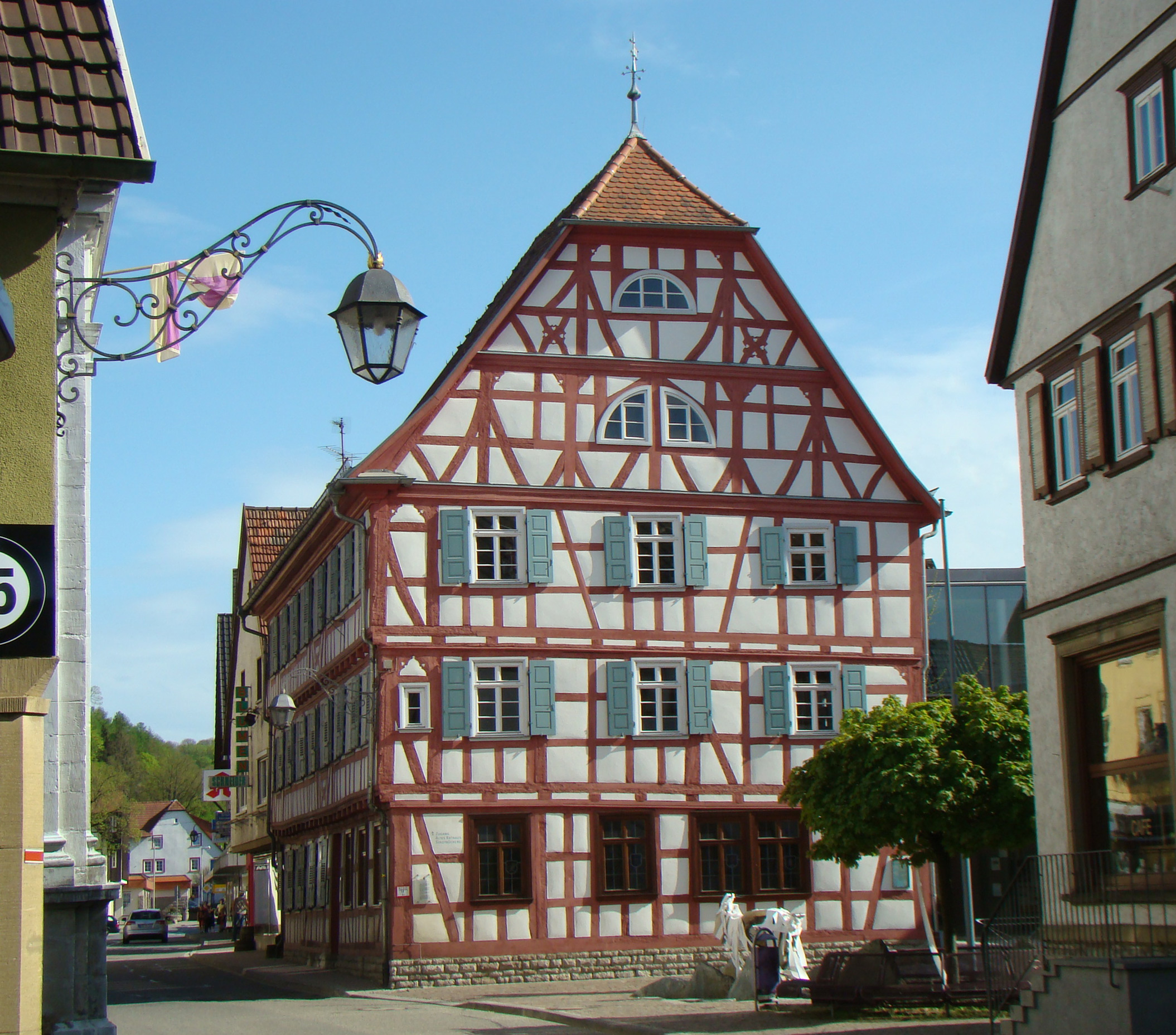
Adelsheimer Rathaus

Bei der Wahl zum Gemeinderat am 9. Juni 2024 traten nur zwei Listen an, die völlig neutral als „Adelsheim 1“ und „Adelsheim 2“ bezeichnet werden. Beide Listen konnten je neun Gemeinderatssitze gewinnen bei nur leicht unterschiedlichem Stimmenanteil: Adelsheim 1 – 51,3 %, Adelsheim 2 – 48,7 %. Jede der beiden Listen erhielt 9 Sitze. Die Wahlbeteiligung lag bei 54,17 Prozent.

### Bürgermeister (Nachkriegszeit)
- 1945–1948: Karl Huß
- 1948–1973: Friedrich Gerner
- 1973–1983: Günter Bauer
- 1983–1999: Peter Hütt
- 1999–2003: Walter Muth
- 2003–2019: Klaus Gramlich
- Seit 2019: Wolfram Bernhardt (ab 2024 Grüne[10])

### Wappen und Flagge
| Wappen von Adelsheim | Blasonierung: „Auf Silber ein schwarzes, senkrecht stehendes Steinbockshorn. Es läuft von unten nach heraldisch rechts und oben (ist also nach heraldisch links offen).“                                                                            |
| Wappen von Adelsheim | Wappenbegründung: Das Wappen des Ortsadels und heute der Stadt wurde 1422 durch Kaiser Sigismund bestätigt. Die Adelsheimer Stadtfarben sind Schwarz-Weiß. Die Stadtfarben sind beim Schildmännchen nahe dem Zentrum am Oberschloss-Erker zu sehen. |

### Städtepartnerschaft
Mit Berchères-sur-Vesgre in Frankreich besteht seit 2011 eine Partnerschaft.

## Kultur und Sehenswürdigkeiten

### Bauwerke und Kulturdenkmale

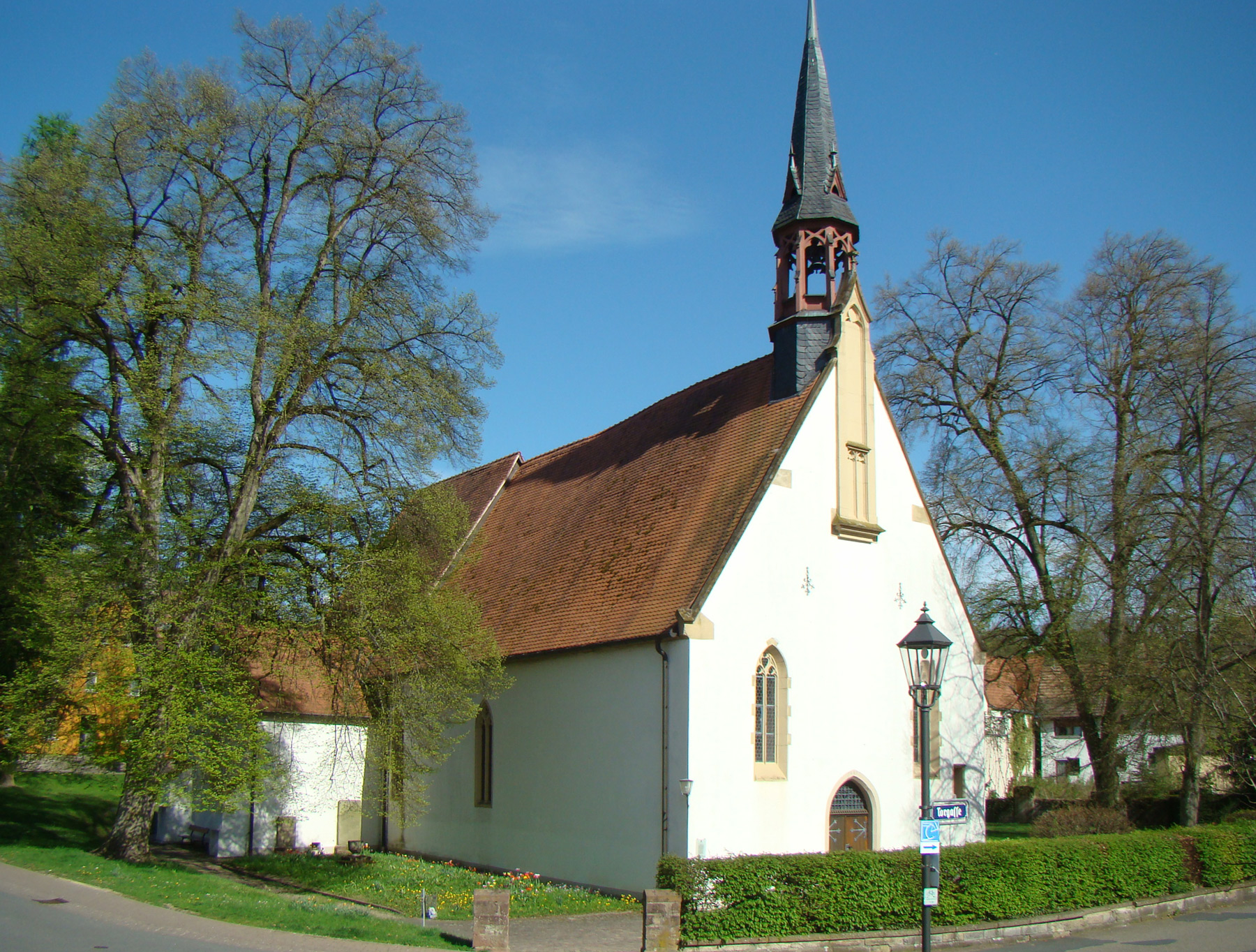
Jakobskirche

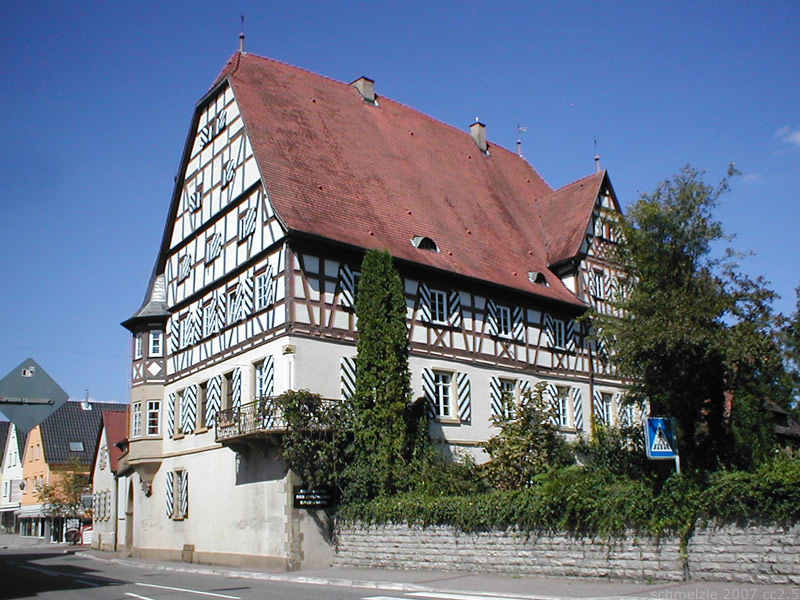
Oberschloss

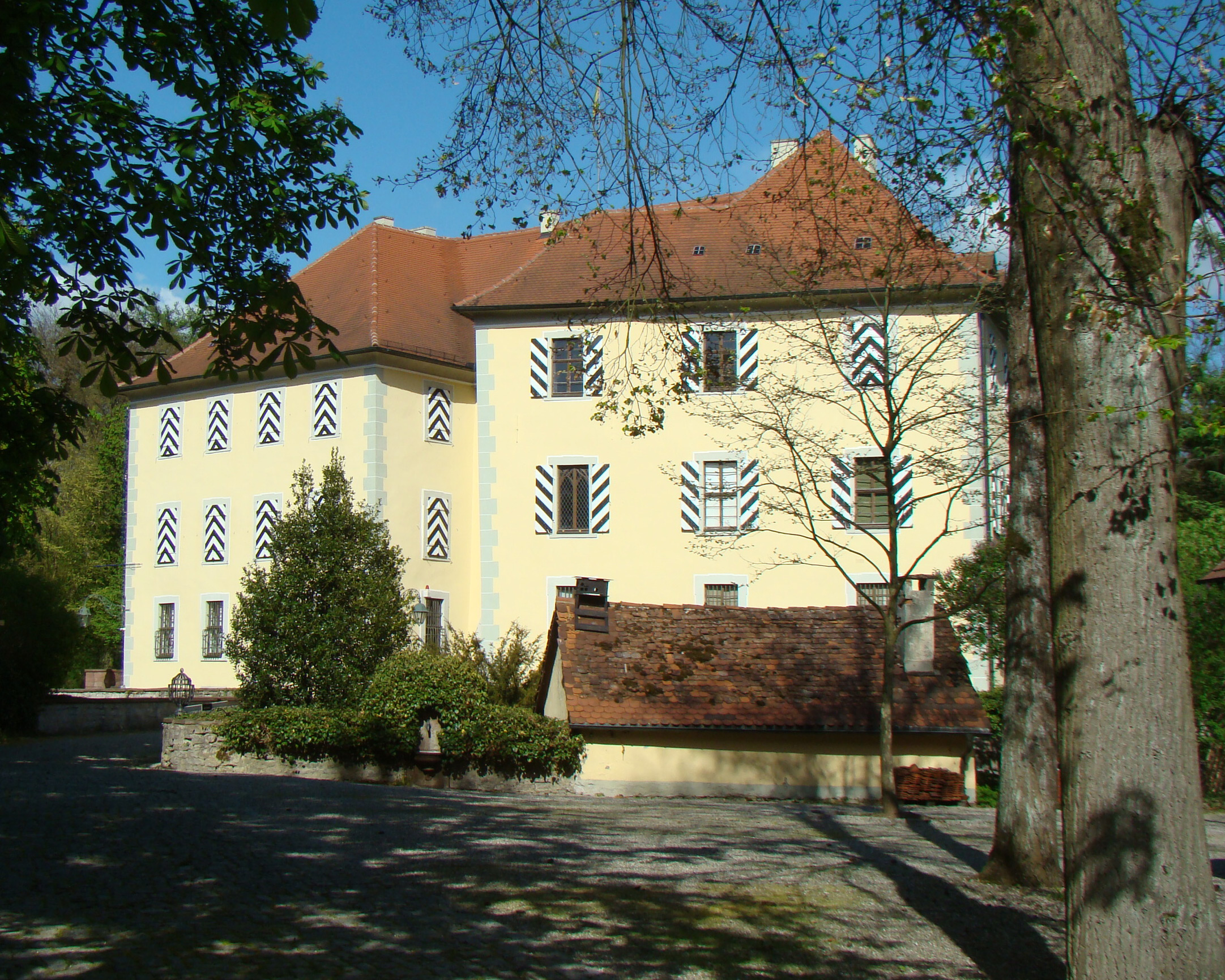
Unterschloss

- Die gotische Jakobskirche wurde als Stiftung des Kurmainzer Amtmanns Martin von Adelsheim († 1497) im Jahre 1489 anstelle eines romanischen Vorgängerbauwerks erbaut. Die Kirche war von 1556 bis 1776 evangelische Stadtpfarrkirche, außerdem Teil der Jakobspilgerfahrt und Grablege der Herren von Adelsheim. Heute wird das Bauwerk als Friedhofskapelle genutzt. An Innen- und Außenwänden sind über 60 historische Epitaphe erhalten, der Hügel an der Nordseite der Kirche ist ein Pestgrab des Jahres 1635, in dem rund 300 Tote bestattet sein sollen.
- Das Oberschloss wurde 1504 neben einer seit dem 14. Jahrhundert bestehenden Wasserburg als zweites Schloss der Herren von Adelsheim errichtet.
- Das Unterschloss wurde anstelle der 1733 durch Brand zerstörten Wasserburg als barockes Landschloss unter Friedrich Leopold von Adelsheim (1691 bis 1763) durch den Baumeister Johann Jakob Rischer von 1734 bis 1738 errichtet. Im Schlosspark befindet sich außerdem das historische Rentamt der Herren von Adelsheim. Die ehemalige herrschaftliche Zehntscheuer wird heute als Bauländer Heimatmuseum genutzt.
- Das Rathaus wurde 1619 ursprünglich als Gasthaus im fränkischen Fachwerkstil mit vorspringenden Stockwerken erbaut. Das Gebäude ist seit 1839 Rathaus und war bis 1871 auch Schulhaus, bevor ein angrenzendes eigenes Schulgebäude errichtet wurde. Das Rathaus wurde von 1999 bis 2001 umfassend saniert und um einen Anbau anstelle des vormaligen Schulgebäudes ergänzt.
- Die Evangelische Stadtkirche wurde 1766/67 im Stil des Spätbarock anstelle einer gotischen Kapelle durch den Öhringer Baumeister Georg Peter Schillinger (1678 bis 1774) errichtet.
- Der Stadtgarten mit dem nächtlich beleuchteten Kirnau-Wasserfall geht auf den Ausbau des Kirnaubetts entlang der Stadtmauer bei der Umgestaltung des Schlossparks im Stil eines englischen Gartens in den Jahren 1733 bis 1736 zurück. Das „Pfeifenmännchen“ in der Tuffsteingrotte beim Oberschloss erinnert an den ausführenden holländischen Gartenbaumeister.
- Der Stadtturm ist ein in den letzten Jahren bei der Erweiterung des Stadtgartens rekonstruierter historischer Wehrturm der Stadt. Er grenzt direkt an eine historische Mühle.
- Ostbahnhof mit Nebengebäuden, Nordbahnhof in neugotischem Stil mit zwei Wartesälen
- Großherzogliches Amtsgericht mit anschließendem Gefängnis
- Jugendhaus Adelsheim, initiiert ab 1969, später im sanierten Bahnhofsgebäude.
- Justizvollzugsanstalt für Jugendliche (Block- oder Kasten-Bauweise der frühen 70er Jahre mit markanter Mauer). Eingepasst in ein Seckach-Seitental
- Sendeturm (freistehende Stahlfachwerkkonstruktion, trug bis 1993 eine MW-Sendeantenne des SWR in Form einer Langdrahtantenne)
- Das Grabmal Bommer wurde von der Denkmalstiftung Baden-Württemberg zum „Denkmal des Monats März 2006“ ernannt.

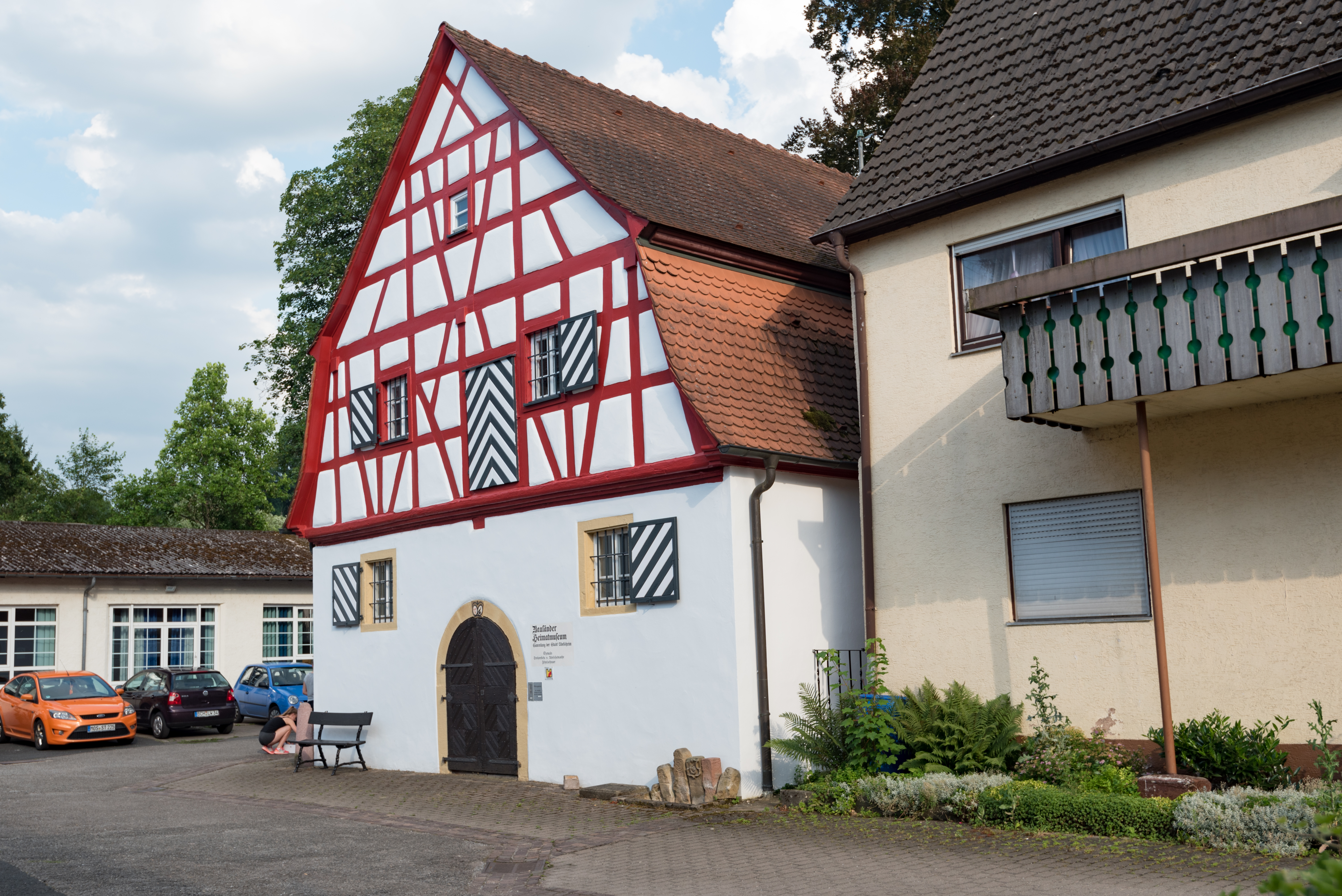
Ehemalige Zehntscheuer
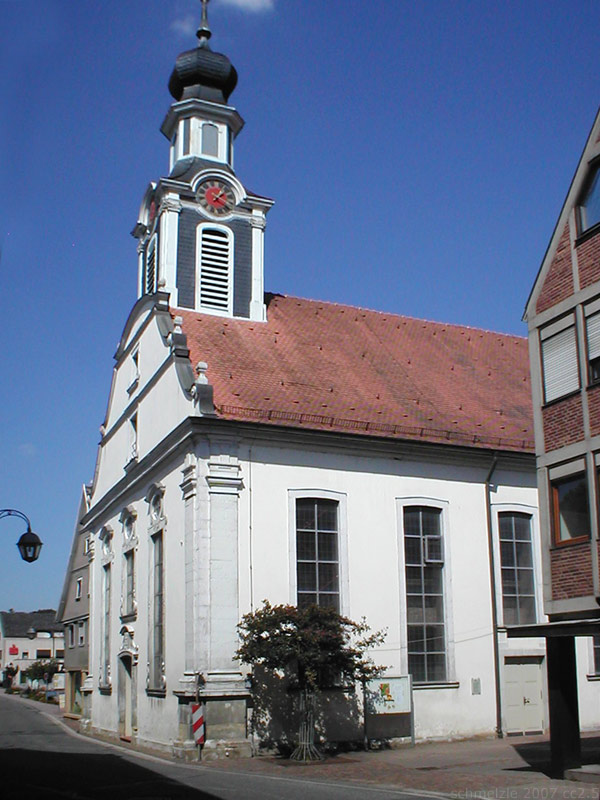
Evangelische Stadtkirche
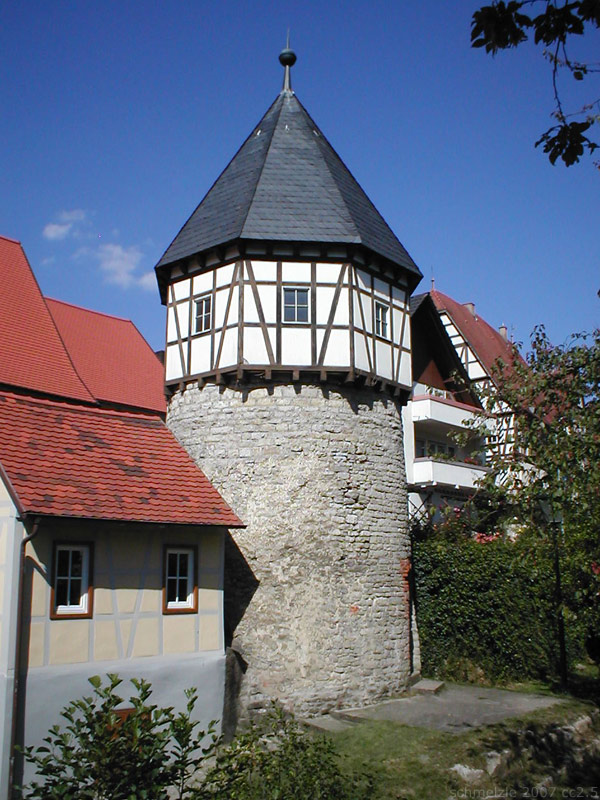
Rekonstruierter Stadtturm
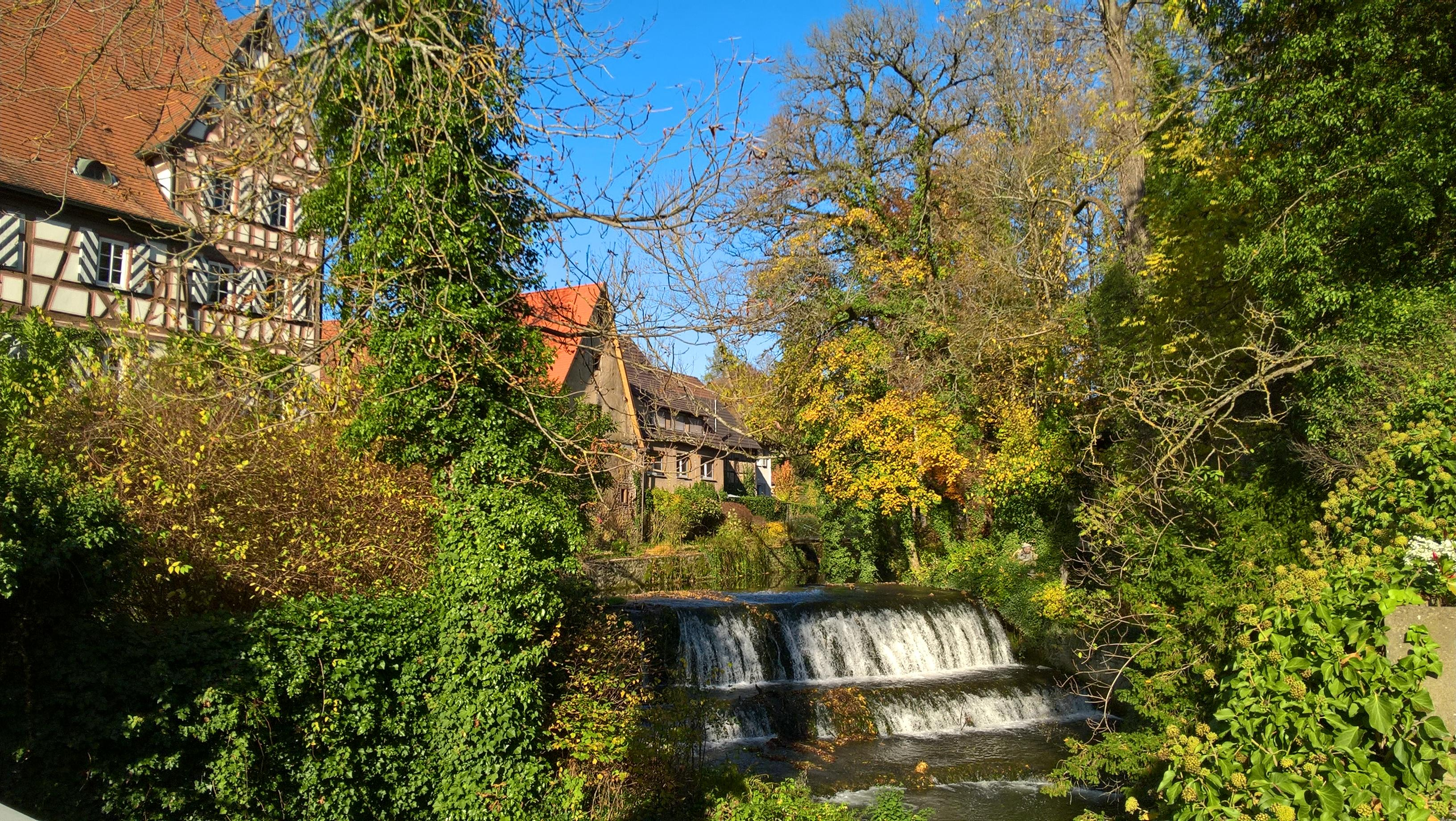
Kirnau-Wasserfall
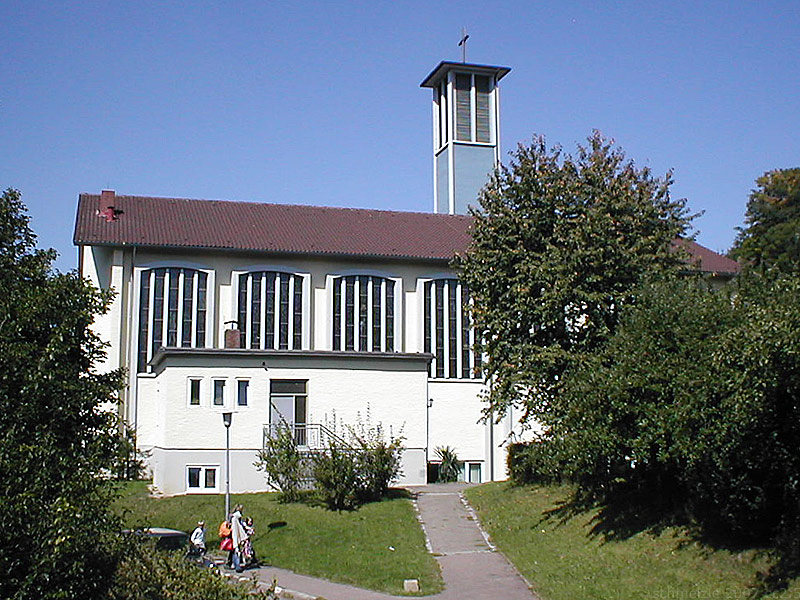
Katholische Kirche

- Bauländer Heimatmuseum Adelsheim (Besichtigung von Mai bis September, sonntags zwischen 14 und 16 Uhr oder nach telefonischer Vereinbarung)
- Die ehemalige Synagoge in Sennfeld, erbaut 1836, enthält heute ein Museum, das neben einer allgemeinen heimatkundlichen Sammlung die Geschichte der jüdischen Gemeinde darstellt.

### Kunst
- Skulpturen-Park der Grundschule. In den Jahren 1994 bis 2006 entstand auf dem Schulgelände ein Skulpturenpark in Zusammenarbeit zwischen der Schule und dem Berliner Bildhauer-Ehepaar M. und P. Wagner, das bis 2007 in Seckach lebte und auch den dortigen Skulpturenpark Seckach errichtet hat.
- Die Stadt Adelsheim ist Teil des Skulpturenradwegs.

### Geschichtsdenkmäler

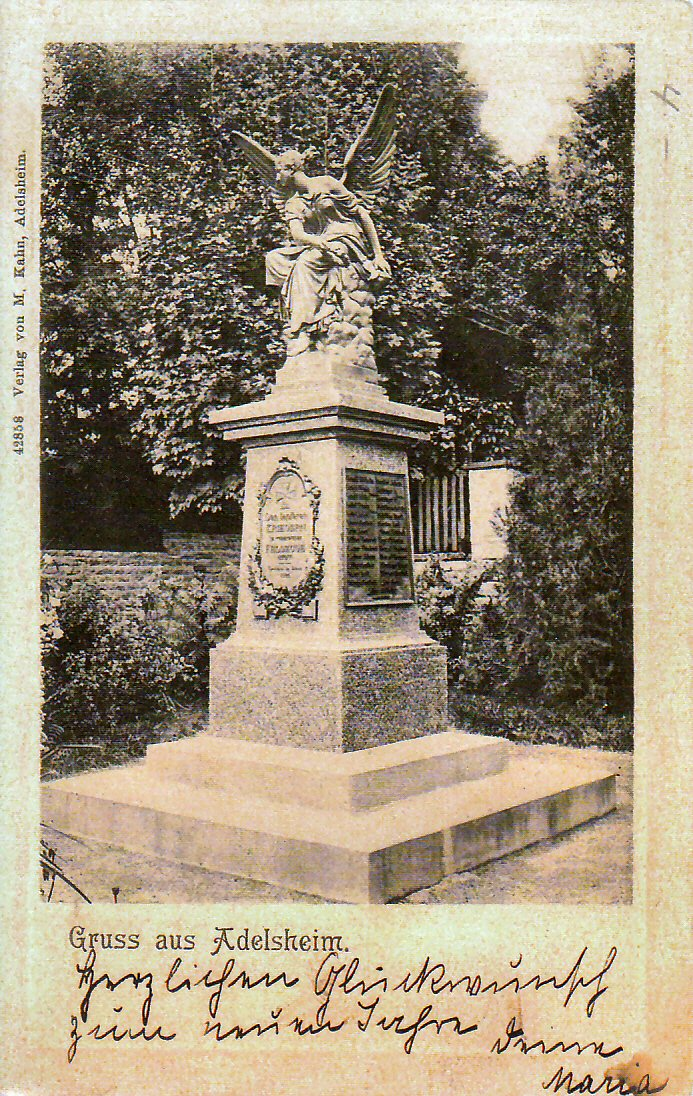
Kriegerdenkmal, um 1905

Das alte Kriegerdenkmal wurde zur Erinnerung an die Soldaten der Einigungskriege errichtet. Vom Sockel wirft Victoria, die Göttin des Sieges, den in diesen Kriegen (1864, 1866 und 1870/71) Gefallenen und den Heimkehrern mit der rechten Hand den Lorbeerkranz zu. An der Vorderseite des Sockels ist die Widmungsinschrift zu sehen, die Tafel an der rechten (und wohl auch linken) Seite nennt die Namen der gefallenen Söhne aus Adelsheim.
Auf dem Ortsfriedhof erinnern zwei Sammelgräber mit Gedenkkreuzen und der Aufschrift Opfer des Faschismus an 19 Häftlinge eines Todesmarsches des KZ Neckarelz vom Frühjahr 1945, die zunächst auf einer Wiese verscharrt und danach hier begraben wurden.

### Regelmäßige Veranstaltungen
- Straßenfasenacht
- Gäässwärmerball, Kinderprunksitzung, Nachthemdenball, Prunksitzung. Der Ausdruck Gäässwärmer kommt von einer altertümlichen Methode der Ziegenstallheizung. Besonders beliebt im Stadtteil Seestadt. Eine Folge davon war 1865 die relativ frühe Gründung einer Freiwilligen Feuerwehr am Ort.
- Sonnwendfeier der Freiwilligen Feuerwehr Abteilung Adelsheim, jährlich um die Sommersonnwende.
- Adelsheim leuchtet, seit 2005[12] im Rahmen des Adelsheimer Kunstsommers; Videokunst (Illuminationen, Installationen, Projektionen).
- Das Volksfest (begründet nach 1945), immer am ersten Wochenende im Juli in der Adelsheimer Innenstadt. Bis 2018 ein Fest der Vereine mit gemeinnützigem Hintergrund; seit 2019 eine Vereinsveranstaltung (GbR) mit wirtschaftlichem Hintergrund.
- Das Sennfelder Dorffest (in dreijährigem Abstand im Stadtteil Sennfeld)
- Herbstfest (veranstaltet durch den Gewerbeverein Adelsheim)
- Der Weihnachtsmarkt (veranstaltet von verschiedenen Vereinen und Einrichtungen unter der Koordination des Jugendhauses Adelsheim)
- Weihnachtsmarkt der JVA-Adelsheim

## Wirtschaft und Infrastruktur

### Wirtschaft
Neben der Landwirtschaft entwickelten sich Mitte des 20. Jahrhunderts mittelständische Betriebe (Landwirtschaftliche Kleinmotoren, Holz, Lacke). Handwerksbetriebe überwiegen am Ort. Ein Teil der Einwohner pendelt nach Heilbronn und Mannheim in die dortigen Industriebetriebe.

### Verkehr

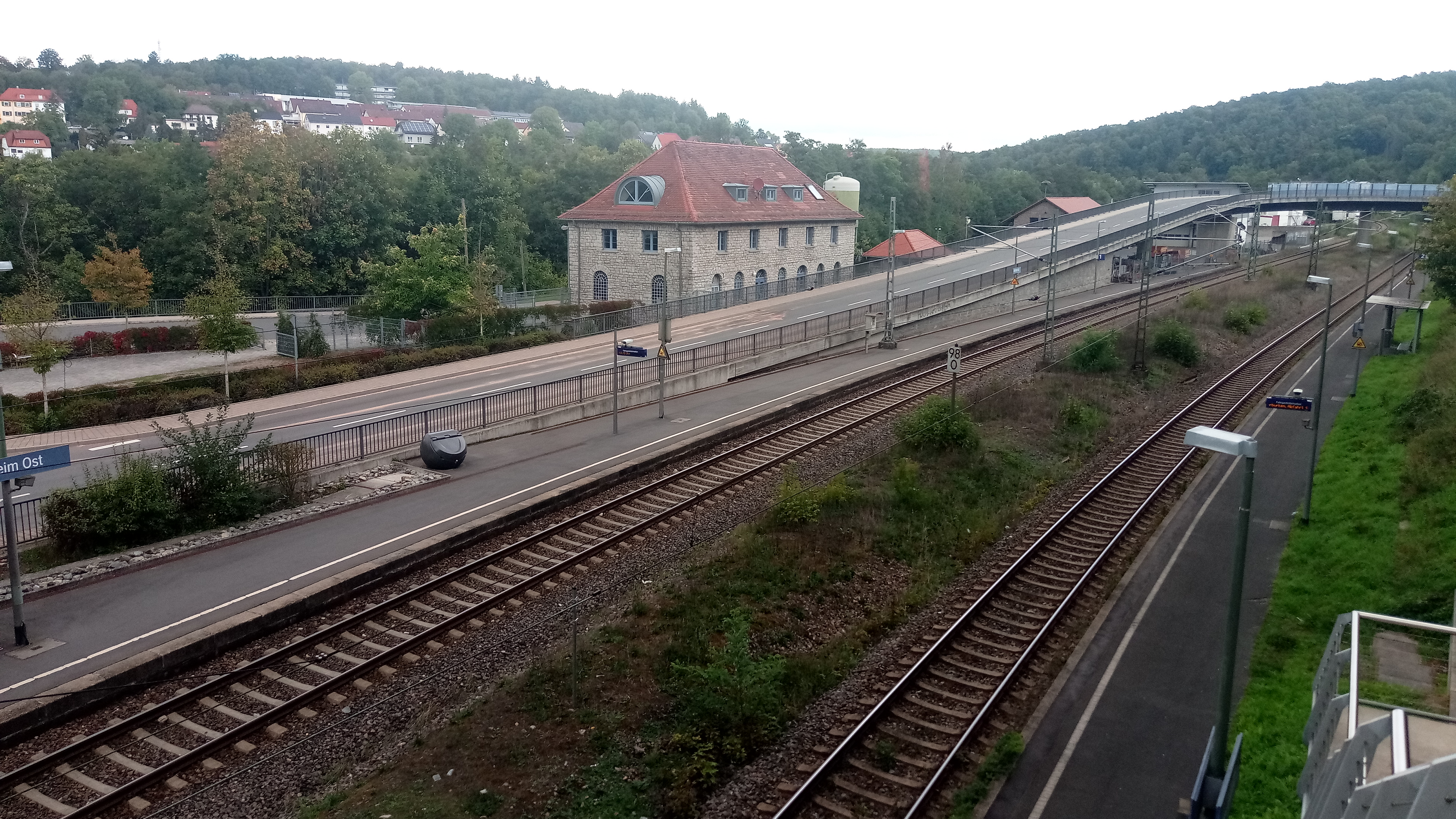
Haltepunkt Adelsheim Ost an der Frankenbahn

#### Bahn-Verkehr
Adelsheim wird im Personenverkehr über zwei Strecken erreicht:
- die Frankenbahn Stuttgart–Würzburg per RB die Haltepunkte in Sennfeld (bei km 94,800) und Adelsheim-Ost (bei km 98,044, nahe der Ortsmitte).
- die Bahnstrecke Neckarelz–Osterburken, historisch ein östlicher Teil der Badischen Odenwaldbahn von/nach Heidelberg mit der S 1 der S-Bahn Rhein-Neckar durch das Neckartal mit dem Haltepunkt Adelsheim-Nord (km 78,4). Seit Dezember 2003 verkehrt hier die S-Bahn in einem stündlichen Takt.

#### Busverkehr und Straßen
Der regionale Busverkehr ergänzt das Angebot der Bahn auf der Straße – außer den Schulbussen. Zusätzlich wird in den Abendstunden sowie sonntags eine Ruftaxi-Linie angeboten, die eine Verbindung zwischen dem außerorts liegenden Haltepunkt A-Nord und den Stadtteilen herstellt.
Über die acht Kilometer vom Zentrum entfernte Autobahnausfahrt Osterburken besteht Anschluss an die Bundesautobahn 81 (Stuttgart–Würzburg). Durch Adelsheim führt die Bundesstraße 292 (Bad Schönborn–Mosbach—Lauda-Königshofen) in West-Ost-Richtung.

#### Radverkehr
Durch Alltagsrouten aus dem Radnetz Baden-Württemberg ist Adelsheim 
- über Seckach mit Buchen,
- über Osterburken, Rosenberg und Boxberg mit Lauda-Königshofen und
- über den Ortsteil Sennfeld
  - über Unterschefflenz und Elztal (Dallau und Neckarburken) mit Mosbach und
  - über Roigheim mit Möckmühl verbunden.

Durch den Ortsteil Leibenstadt und den Weiler Hergenstadt verläuft der Deutsche Limes-Radweg. Er führt von Bad Hönningen durch Westerwald, Taunus und Odenwald zum 818 Kilometer entfernten Regensburg und orientiert sich dabei am historischen Verlauf des Obergermanisch-Raetischen Limes.

### Gericht und Einrichtungen

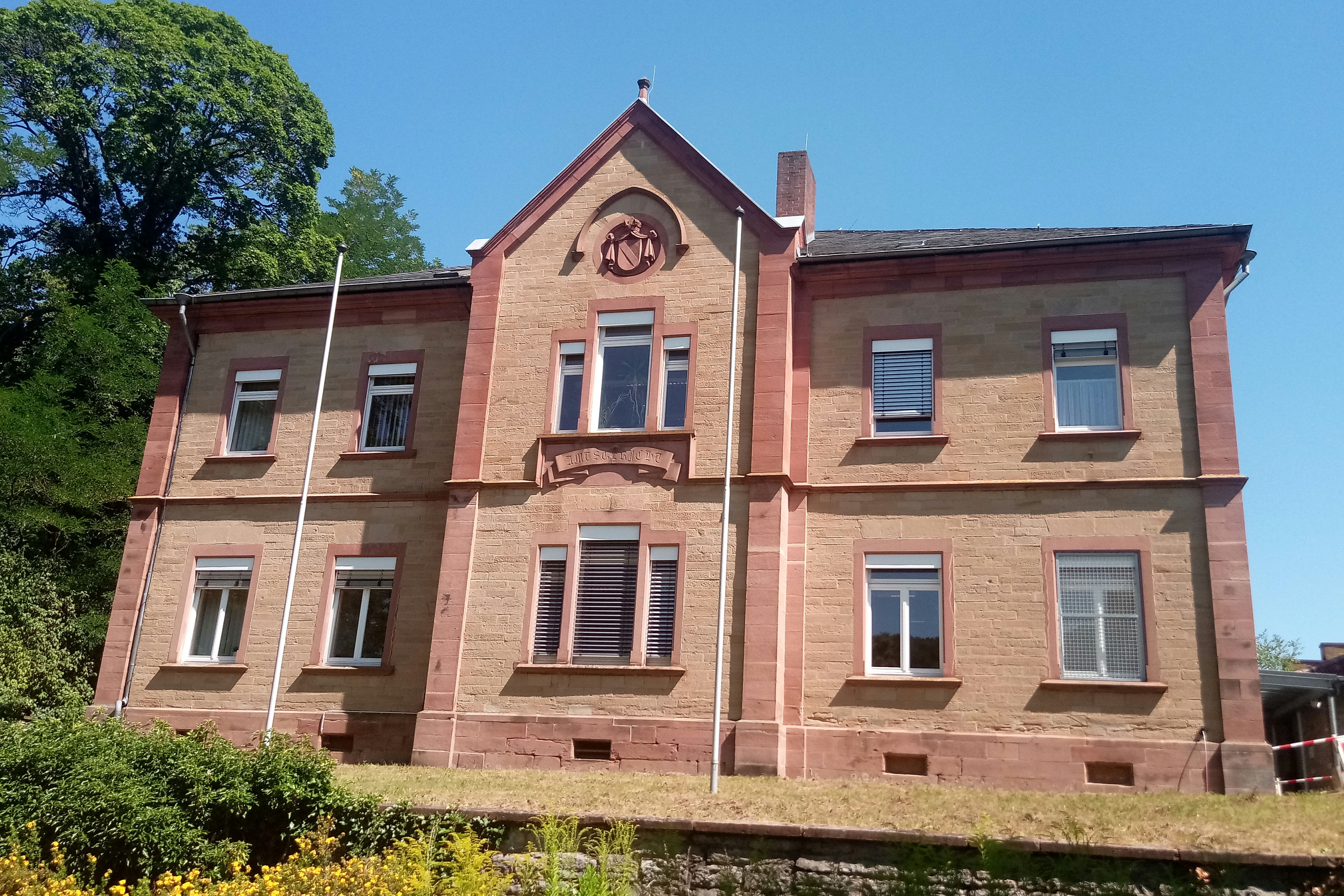
Amtsgericht

Adelsheim verfügt neben der großen Justizvollzugsanstalt auch über ein Amtsgericht vor Ort, das zum Landgerichtsbezirk Mosbach und Oberlandesgerichtsbezirk Karlsruhe gehört. Direkt im Anschluss waren ein kleines Gefängnis mit Polizeistation errichtet worden, was heute nicht mehr als solches genutzt wird.
In Adelsheim befindet sich ein Posten der Polizei Baden-Württemberg mit Zuständigkeit für die Städte und Gemeinden des Amtsgerichtsbezirks Adelsheim. Neben den Polizeirevieren in Mosbach und Buchen ist dies die größte Polizeidienststelle im Neckar-Odenwald-Kreis.

### Bildungseinrichtungen

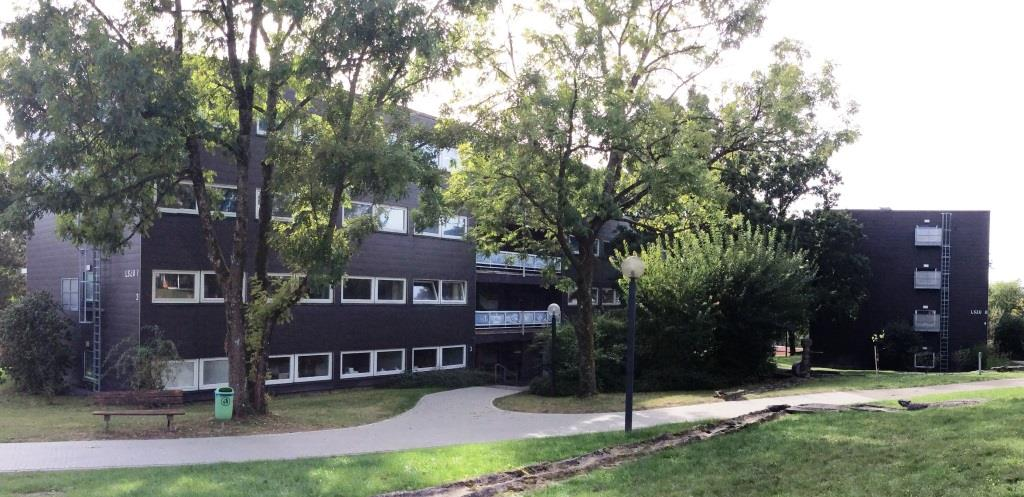
Landesschulzentrum für Umweltbildung

- Im vorschulischen Bereich: evangelische und römisch-katholische Kindergärten,
- Martin-von-Adelsheim-Schule (Gemeinschaftsschule), offene Ganztagesschule im Primarbereich; gebundene Ganztagesschule von Klasse 5 bis Klasse 10.(Realschulabschluss).
- Hector-II-Kinderakademie an der Martin-von-Adelsheim-Schule
- Eckenberg-Gymnasium mit Internat und Landesschulzentrum für Umwelterziehung
- Volkshochschule Adelsheim

## Persönlichkeiten

### In Adelsheim geboren
- Andreas Carolus (* 1632 in Adelsheim-Leibenstadt; † 1704 in St. Georgen im Schwarzwald), lutherischer Theologe und Geistlicher
- Maria Rigel (* 1869 in Adelsheim; † 1937 in Konstanz), Politikerin, Landtagsabgeordnete
- Alex Lewin (* 1888 in Adelsheim; † 1942 im Vernichtungslager Auschwitz), letzter Landesrabbiner des oldenburgischen Landesteils Birkenfeld.
- Gertrud Scholtz-Klink (* 1902 in Adelsheim, dort wohnhaft bis 1904; † 1999 in Bebenhausen), NS-Frauenführerin 1934–1945
- Hans Dieter Schmidt (* 1930 in Adelsheim; † 2005 in Wertheim). Gymnasiallehrer, Schriftsteller

### Im Ort gewirkt
- Philipp Lorenz Geiger (* 1785 in Freinsheim; † 1836 in Heidelberg), Chemiker und Pharmazeut, absolvierte als 14-Jähriger eine Apothekerlehre in Adelsheim.
- Rolf Rettich (* 1929 in Erfurt; † 2009 in Vordorf), Illustrator von Kinderbüchern, Trickfilmzeichner und Kinderbuchautor.
- Louis von Adelsheim (* 1953), Videokünstler, Initiator und Organisator der jährlichen Video- und Lichtkunst-Ausstellung Adelsheim leuchtet (ausgewählter Ort der Initiative Deutschland – Land der Ideen 2008)
- Peter Hauk (* 1960 in Walldürn), MdL, baden-württembergischer Politiker der CDU, 2005–2010 Minister für Ernährung und Ländlichen Raum Baden-Württemberg, 2010–2015 Fraktionsvorsitzender der CDU im Landtag von Baden-Württemberg, seit 2016 wieder Minister für Ernährung und ländlichen Raum, wohnt in Adelsheim.